# Климотино (Ленинградская область)
Климо́тино (фин. Klimatina, вод. Kliimettina) — деревня в составе Копорского сельского поселения Ломоносовского района Ленинградской области.

## История
Впервые упоминается в Писцовой книге Водской пятины 1500 года как село Климятино в Каргальском погосте Копорского уезда.
Деревня швед. Klementia упоминается на карте Ингерманландии А. И. Бергенгейма, составленной по шведским материалам 1676 года.
Она же на шведской «Генеральной карте провинции Ингерманландии» 1704 года обозначена как швед. Climentino.
Как деревня Клементино она упоминается на «Географическом чертеже Ижорской земли» Адриана Шонбека 1705 года.
На карте Санкт-Петербургской губернии Я. Ф. Шмидта 1770 года к югу от Копорья упоминается деревня Кламатино.

КЛИМАНШИНО — деревня, принадлежит дворянке Герздорф, число жителей по ревизии: 160 м. п., 150 ж. п. (1838 год)

В 1844 году деревня Климинтина насчитывала 37 дворов.
В пояснительном тексте к этнографической карте Санкт-Петербургской губернии П. И. Кёппена 1849 года она записана как деревня Klimatina, расположенная в ареале расселения води и указано количество её жителей на 1848 год: води — 159 м. п., 149 ж. п., всего 308 человек.
Согласно 9-й ревизии 1850 года деревня Климотино принадлежала помещику Аристу Фёдоровичу Герздорфу.

КЛИМИНТИНА — деревня генерал-майора Герздорфа, по просёлочной дороге, число дворов — 48, число душ — 161 м. п. (1856 год)

Согласно 10-й ревизии 1856 года деревня Климотино принадлежала помещику Аристу Фёдоровичу Герздорфу.

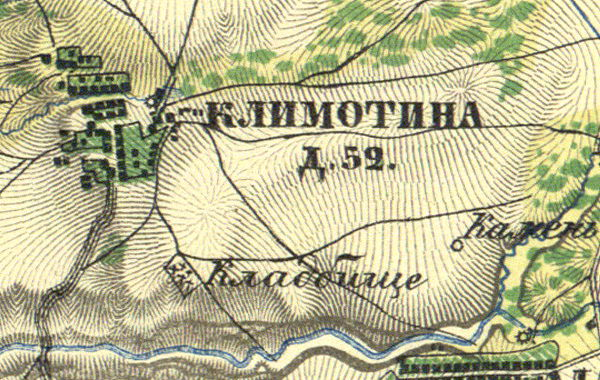
План деревни Климотино. 1860 год

В 1860 году деревня Климотина насчитывала 52 двора.

КЛИМЕНТИНО (КЛИМОТИНА) — деревня владельческая при ключах, число дворов — 42, число жителей: 155 м. п., 157 ж. п. (1862 год)

В 1862 году временнообязанные крестьяне деревни выкупили свои земельные наделы у А. Ф. Герздорфа и стали собственниками земли.
В конце XIX века деревня административно относилась к Копорской волости 2-го стана Петергофского уезда Санкт-Петербургской губернии, в начале XX века — 3-го стана. По приходским данным население деревни было смешанным — водско-русским.
С 1917 по 1922 год деревня Климатино входила в состав Климатинского сельсовета Копорской волости Петергофского уезда.
С 1922 года в составе Ивановского сельсовета.
С 1923 года в составе Троцкого уезда.
Согласно данным переписи населения СССР 1926 года в деревне Климатино проживал 231 человек — большинство русские, а также эстонцы.
С 1927 года в составе Ораниенбаумского района.
С 1928 года в составе Ломаховского сельсовета. В 1928 году население деревни Климатино также составляло 231 человек.
По данным 1933 года деревня называлась Климатино и входила в состав Ламаховского сельсовета Ораниенбаумского района.

План деревни Климотино. 1938 год

Согласно топографической карте 1938 года деревня насчитывала 63 двора, в центре деревни находилась часовня.
Деревня была освобождена от немецко-фашистских оккупантов 30 января 1944 года.
С 1950 года в составе Копорского сельсовета.
С 1963 года в составе Гатчинского района.
С 1965 года вновь в составе Ломоносовского района. В 1965 году население деревни Климатино составляло 108 человек.
По данным 1966 года деревня называлась Климатино и находилась в составе Копорского сельсовета.
По данным 1973 и 1990 годов деревня называлась Климотино и также входила в состав Копорского сельсовета Ломоносовского района.
В 1997 году в деревне Климотино Копорской волости, проживали 13 человек, в 2002 году — также 13 человек (все русские), в 2007 году — 3.

## География
Деревня расположена в юго-западной части района близ автодороги 41К-008 (Петродворец — Криково), к югу от административного центра поселения, села Копорье.
Расстояние до административного центра поселения — 8 км.
Расстояние до ближайшей железнодорожной станции Копорье — 10 км.
Через деревню протекает ручей Климотин, к югу от деревни протекает река Ламошка.

## Демография
| 1862 | 2002 | 2007 | 2010 | 2017 |
| ---- | ---- | ---- | ---- | ---- |
| 312  | ↘13  | ↘3   | ↗36  | ↘4   |

## Инфраструктура
Раз неделю в деревню приезжает автолавка.